# 내산초등학교 (충남)
내산초등학교는 대한민국 충청남도 부여군 내산면 운치리에 있는 공립 초등학교이다.

## 학교 연혁
| 1931년 | 8월 27일 | 내산공립보통학교(4년제) 개교설립인가 7월 17일(개교 기념일) |
| 1938년 | 4월 1일  | 내산공립심상소학교 개칭                                    |
| 1941년 | 4월 1일  | 내산공립국민학교 개칭                                      |
| 1952년 | 4월 1일  | 내산국민학교 개칭                                          |
| 1981년 | 3월 1일  | 병설유치원 개원                                            |
| 1995년 | 3월 1일  | 천보분교장 편입                                            |
| 1996년 | 3월 1일  | 내산초등학교로 개칭                                        |
| 1999년 | 3월 1일  | 천보분교장 통폐합                                          |
| 2003년 | 3월 1일  | 지티초등학교 통폐합                                        |
| 2016년 | 2월 19일 | 제82회 졸업식(총 4,330명)                                  |
| 2016년 | 3월 1일  | 6학급 인가(1학년 4명 입학)                                 |
| 2017년 | 2월 10일 | 제83회 졸업식(총 4,333명)                                  |
| 2017년 | 3월 1일  | 6학급 인가(1학년 6명 입학)                                 |

## 참고 자료
- 내산초등학교 - 한국교육학술정보원 학교알리미